# Johnny Maddox
Johnny Maddox (ur. 4 sierpnia 1927 w Gallatin, zm. 27 listopada 2018 tamże) – amerykański pianista.

## Wyróżnienia
Posiada swoją gwiazdę na Hollywoodzkiej Alei Gwiazd.